# 張文運
張文運（16世纪—1624年），號焕宇，直隶顺天府通州三河縣人。明朝官员。

## 生平
性狷介，少嗜好学，有志操。万历三十四年（1606年）丙午科顺天乡试举人，四十一年（1613年）癸丑科進士，吏部觀政，四十二年授河南修武县知县，以才堪治剧，四十三年调辉县，天啓元年復除山西阳城县，本年本省同考，所在化行教孚，履盘错而裕如，治为最，天啓四年（1624年）擢礼部精膳司主事，卒于途，有才而未竟其用，士论惜之。

## 家族
曾祖张明。祖父张志高。父张文。